# 11833 Dixon
11833 Dixon è un asteroide della fascia principale. Scoperto nel 1985, presenta un'orbita caratterizzata da un semiasse maggiore pari a 1,9628309 UA e da un'eccentricità di 0,0754034, inclinata di 19,15039° rispetto all'eclittica.